# Station Mont-sur-Marchienne
Station Mont-sur-Marchienne was een spoorwegstation langs spoorlijn 132 (Charleroi - Couvin) in Mont-sur-Marchienne, een deelgemeente van de Belgische stad Charleroi.
Vroeger heette dit station Zône-État; het werd immers uitgebaat door de Staatsspoorwegen, daar waar het nabijgelegen station Marchienne-Zône werd uitgebaat door de Nord – Belge.
Sinds 1982 stoppen hier geen treinen meer. Het stationsgebouw werd omgebouwd tot handelszaak.

## Aantal instappende reizigers
De grafiek en tabel geven het gemiddeld aantal instappende reizigers weer op een week-, zater- en zondag.
| Tabel: aantal instappende reizigers station Mont-sur-Marchienne | Tabel: aantal instappende reizigers station Mont-sur-Marchienne | Tabel: aantal instappende reizigers station Mont-sur-Marchienne | Tabel: aantal instappende reizigers station Mont-sur-Marchienne |
|                                                                 | Weekdag                                                         | Zaterdag                                                        | Zondag                                                          |
| --------------------------------------------------------------- | --------------------------------------------------------------- | --------------------------------------------------------------- | --------------------------------------------------------------- |
| 1977                                                            | 84                                                              | 25                                                              | 19                                                              |
| 1978                                                            | 84                                                              | 36                                                              | 7                                                               |
| 1979                                                            | 94                                                              | 80                                                              | 21                                                              |
| 1980                                                            | 88                                                              | 21                                                              | 14                                                              |
| 1981                                                            | 81                                                              | 15                                                              | 6                                                               |

Charleroi-Central · 
Charleroi-Nord · 
Charleroi-Ouest · 
Charleroi-Sud-Quai · 
Charleroi-Ville-Haute · 
Couillet · 
 Couillet-Montignies · 
Dampremy · 
Gosselies · 
Goutroux · 
Jumet-Brûlotte · 
La Planche ·
La Villette ·
Lodelinsart · 
Lodelinsart-Ouest · 
Marchienne-au-Pont · 
Marchienne-Est · 
Marchienne-Zône · 
Marcinelle · 
Marcinelle-Haies · 
Monceau · 
Monceau-Usines · 
Montignies-Formation · 
Montignies-Neuville · 
Montignies-sur-Sambre · 
Mont-sur-Marchienne · 
Ransart · 
Roux
0,0: La Sambre ·
1,0: Mont-sur-Marchienne ·
2,8: Montigny ·
4,8: Bomerée ·
6,0: Jamioulx ·
9,4: Beignée ·
10,9: Ham-sur-Heure ·
13,3: Cour-sur-Heure ·
15,0: Berzée ·
18,1: Pry ·
18,8: Walcourt ·
Vogenée ·
Rossignol ·
26,6: Yves-Gomezée ·
Saint-Lambert ·
Jamagne ·
21,1: Gerlimpont ·
23,9: Silenrieux ·
28,5: Falemprise ·
31,0: Cerfontaine ·
32,9: Philippeville ·
Neuville-Noord ·
34,0: Senzeille ·
38,1: Neuville-Zuid ·
41,0: Roly ·
45,4/45,1: Mariembourg ·
47,9: Nismes ·
51,5: Olloy-sur-Viroin ·
54,1: Vierves ·
57,5: Treignes